# Mooselookmeguntic
Mooselookmeguntic ist eine unincorporated community auf dem Gebiet der Town Rangeley, im Franklin County des Bundesstaates Maine in den Vereinigten Staaten. 
Mooselookmeguntic liegt zwischen dem Mooselookmeguntic Lake und dem Rangeley Lake, er gehört zur Rangeley Lakes Region.
Der Name Mooselookmeguntic stammt von den Abenaki und bedeutet Wo die Jäger den Elch in der Nacht beobachten oder auch Fütterungsplatz der Elche. Es ist der längste Ortsname in den Vereinigten Staaten ohne ein hyphen (Bindestrich).